# Rapatea spruceana
Rapatea spruceana là một loài thực vật có hoa trong họ Rapateaceae. Loài này được Körn. miêu tả khoa học đầu tiên năm 1872.